# Linaria michauxii
Linaria michauxii är en grobladsväxtart som beskrevs av Chav.. Linaria michauxii ingår i släktet sporrar, och familjen grobladsväxter. Inga underarter finns listade i Catalogue of Life.